# حبايبي كتير (فلم)
حبايبي كتير هو فيلم مصري عرض عام 1950، بطولة رجاء عبده وكمال الشناوي، ومن إخراج كمال عطية.

## قصة الفيلم
تدور أحداث الفيلم حول نبيلة (رجاء عبده) المطربة التي تعيش مع أمها (سعاد أحمد) وشقيقها فريد (فريد شوقي) العاطل والفاسد والذي يستولى على معظم دخلها من أجل لعب القمار ولكثرة استدانته من غندور بك (عبد المنعم إسماعيل) صاحب الصالة التي تعمل بها نبيلة، يعده بالزواج منها لأنه يحبها وكلما أخذ فريد نقوداً من نبيلة يقوم ابن عمهم إسماعيل لوبين (إسماعيل ياسين) بسرقتها منه وإعادتها إلى نبيلة لأنه يحبها، أما القروي سليم (عبد العليم خطاب) فهو أيضاً يحب نبيلة ويأتي لها كل أسبوع بخيرات الريف من عسل وزبدة وفطير مشلتت، أما رؤوف (كمال الشناوى) فهو ابن الثري (عبد العزيز أحمد) صاحب الألف فدان وشقيقته ماجدة (ماجدة) ويعيش معهم سمير (سمير عزت) صديق العائلة وهو مطرب ويحب ماجدة، أنوار (فتحيه شاهين) خطيبة رؤوف وهي دائمة الشجار مع خطيبها وفي إحدى متاجر بيع الملابس يصطدم رؤوف بنبيلة وتتبدل مشترواتهم وتكون بداية تعارف بينهم تتطور إلى حب ويبتعد رؤوف عن أنوار التي وبإيعاز من أمها (ثريا فخرى) وأبيها (إبراهيم جكلة) تذهب إلى نبيلة، وتقنعها بأن رؤوف أخطأ معها وتطلب منها أن تتركه لها ليصلح خطأه، تنطوي الحيلة على نبيلة وبدأت في رسم خطة لتبعد رؤوف عن طريقها فاتفقت مع زميلها المطرب سمير على تمثيل دورالعاشقين أمام رؤوف حتى يعود إلى أنوار ولكن سمير صارح رؤوف بالخطة، وعلى غير المتوقع حضرت ماجدة وشاهدتهم متعانقين فساءت علاقتها بسمير وحضر رؤوف وظن أن التمثيل أصبح حقيقة وساءت علاقته بنبيلة، وعلى طاولة القمار تشاجر فريد مع المتقامرين شجارا شديدا جعله يقرر ترك القمار والابتعاد عن حياة اللهو، وأبعد شقيقته نبيلة عن غندور الذي يهدده بالكمبيالات التي وقعها له، علم والد رؤوف بخطة أنوار وأهلها فقرر فسخ خطبتها لرؤوف وزوجه من نبيلة وزوج ماجدة لسمير وأنقذ فريد من ديونه لغندور بيه بأن سدد قيمة الكمبيالات.

## طاقم التمثيل
- رجاء عبده: (نبيلة)
- كمال الشناوي: (رؤوف)
- ماجدة: (ماجدة)
- إسماعيل ياسين: (إسماعيل لوبين)
- فريد شوقي: (فريد)
- عبد العزيز أحمد: (والد رؤوف)
- فتحية شاهين: (أنوار)
- سعاد أحمد: (والدة نبيلة)
- عبد المنعم إسماعيل: (غندور)
- جمالات زايد: (خادمة نبيلة)
- حسن كامل: (رياض)
- ثريا فخري: (والدة أنوار)
- إبراهيم جكلة: (والد أنوار)
- عبد العليم خطاب: (سليم)
- عبد الحميد زكي: (برهوم)
- سمير عزت: (سمير)
- عبد الغني النجدي

## فريق العمل
- إخراج: كمال عطية
- تأليف: عبد العزيز سلام
- مدير التصوير: برونو سالفي
- مونتاج: سعيد الشيخ
- إنتاج: أفلام رجاء (رجاء عبده)، (عبد العزيز سلام)
- توزيع: دولار فيلم